# Тайна мистера Вонга
«Тайна мистера Вонга» (англ. The Mystery of Mr. Wong) — американский мистический фильм 1939 года. Второй в серии о приключениях мистера Вонга (предыдущий — «Мистер Вонг — детектив» (англ. Mr. Wong, Detective), следующий — «Мистер Вонг в китайском квартале» (англ. Mr. Wong in Chinatown)). Премьера ленты состоялась: в США — 8 марта 1939 года, в Финляндии — 15 сентября 1940.

## Сюжет
Мистера Вонга нанимает телохранителем богатый коллекционер драгоценностей — мистер Эдвардс. Он поступает так, потому что получает во владение самый большой звёздчатый сапфир в мире — Глаз дочери Луны, кроме того, богач знает, что этот камень был украден в Китае и что на него наложено проклятье. Впрочем, охрана коллекционеру не помогает: вскоре он загадочным образом застрелен, а сам сапфир пропал. Его украла служанка Дрина, чтобы вернуть на родину, но и её тоже убивают, а камень исчезает вторично.
Мистер Вонг расследует это дело, вычисляет убийцу и передаёт его в полицию, а своему слуге Вилли даёт указание вернуть сапфир в Китай.

## В ролях
- Борис Карлофф — Джеймс Ли Вонг
- Грант Уитерс — капитан полиции Сэм Стрит
- Дороти Три — Валери Эдвардс
- Иван Лебедефф[англ.] — Михаил Строгонофф
- Холмс Херберт — профессор Эд Джэнни
- Морган Уоллес[англ.] — Брэндон Эдвардс
- Лотус Лонг[англ.] — служанка Дрина
- Честер Гэн — Синг
- Хупер Этчли[англ.] — Карслэйк
- Ли Тунг Фу — слуга мистера Вонга, Вилли / эпизодические роли
- Уилбур Мэк — эксперт-баллистик
- Айзек Джолли[англ.] — игрок в шарады (в титрах не указан)